# Нубар-паша
Нуба́р-паша́ (1825 — 14 січня 1899) — єгипетський державний діяч, перший прем'єр-міністр країни.

## Життєпис
Походив з вірменської родини. Тричі обіймав пост глави уряду.